# Grigori Borissowitsch Adamow
Grigori Borissowitsch Adamow, geboren Grigori Borissowitsch Gibs (russisch Григорий Борисович Адамов, wiss. Transliteration Grigorij Borisovič Adamov; * 6. Maijul. / 18. Mai 1886greg. in Cherson, Gouvernement Cherson, Russisches Kaiserreich, heute Ukraine; † 14. Juni 1945 in Moskau) war ein sowjetischer Schriftsteller. Er veröffentlichte Erzählungen und Romane aus dem Bereich der Science Fiction. Er zählt zu den Klassikern des sowjetischen Zukunftsromans.
Sein erster Roman erschien 1937 unter dem Titel Pobediteli nedr („Die Bezwinger des Erdinneren“) und behandelt die Erschließung neuer Energiequellen im Inneren der Erde.
Sein bekanntestes Werk, das als einziges auch ins Deutsche übersetzt wurde, ist der 1939 erschienene Roman Das Geheimnis zweier Ozeane (Taina dwuch okeanow), der in Anlehnung an Jules Verne die Fahrt eines phantastisch ausgerüsteten U-Boots beschreibt. 1955 wurde der Roman verfilmt (Das Geheimnis zweier Ozeane, Regie: 
Konstantin Pipinaschwili, 97 min), 1957 kam eine deutsch synchronisierte Fassung in der DDR in die Kinos.
Der Roman Isgnanije wladyki („Die Vertreibung des Herrschers“) erschien postum 1946.
Neben diesen Romanen veröffentlichte er mehrere Erzählungen, darunter Awarija („Havarie“, 1935) und Oasis Solnza („Die Sonnenoase“, 1936).

## Werke
- Соединённые колонны (Sojedinjonnyje kolonny, Essays, 1931)
- Рассказ Диего (Rasskas Dijewo, Erzählung, 1934)
- Авария (Awarija, Erzählung, 1935)
- Оазис Солнца (Oasis Solnza, Erzählung, 1936)
- В стратосфере (W stratosfere, Erzählung, 1938)
  - Deutsch: In der Stratosphäre. In: Sowjetliteratur, Jg. 38 (1986) Nr. 3
- Победители недр (Pobediteli nedr, Roman, 1937)
- Атака магнитных торпед (Ataka magnitnych torped, Erzählung, 1938)
- В ледяном плену (W ledjanom plenu, 1938)
- Тайна двух океанов (Taina dwuch okeanow, Roman, 1939)
  - Deutsch: Das Geheimnis zweier Ozeane. Wissenschaftlich-phantastischer Roman. Übersetzung von Herbert Strese. Neues Leben, Berlin 1956.
- В Арктике будущего (W Arktike buduschtschego, 1941)
- Изгнание владыки (Isgnanije wladyki, Roman, 1946)